# 瑪麗亞·艾莉由里
瑪麗亞·艾莉由里（日語：マリア・エリヨリ，1990年11月23日— ），別名Ray，日本前AV女優。經紀公司是T-POWERS。2011年1月，和傑尼斯系偶像，橫跨影視界的歌手兼演員手越祐也傳出緋聞，同年4月宣布因結婚而引退。
其後在2013年中，以Ray復出AV界，據了解是最新作品為《Ray誕生》，直至2014年退出止。

## 生平
1990年，東京都出生，父親為西班牙人，母親為日本人。。

## 経歴

### AV
2010年9月，在Max-A拍攝『New Comer 純真美少女』AV而成的。

## 人物
兴趣是健康、特技是唱歌 、DJ。

## 作品

### 成人視頻
2010年
- New Comer 純真美少女（9月10日、Max-A）
- Hola!マリア（10月8日、Max-A）
- ハダカのマリア（11月12日、Max-A）
- マリア・エリヨリの本気SEX 6本番（12月10日、Max-A）

2011年
- 国民的アイドルAKIBAのおしゃれ番長になりきっちゃお（1月28日、Max-A）
- 制服狩り（2月25日、Max-A）
- 脱AVアイドル宣言!本能的なビッチSEX （中文：《脫，AV偶像宣言！》）（3月25日、Max-A）[5]
- AV女優がビッチに口説く逆ナンパ!（4月22日、Max-A）

### 寫真集
- senhorita（2010年10月13日、双葉社　撮影：野澤亘伸）

## 外部連結
- MAX-A公式サイト 瑪麗亞·艾莉由里 （页面存档备份，存于）18禁（日語）
- 公式ブログ Mariaのマニア